# 賈應元
賈應元（1535年—1613年），字仁甫，號春宇，順天府遵化縣軍籍山西平陽府臨汾縣人，明朝政治人物。

## 生平
自幼好學不倦，嘉靖四十年（1561年）中式順天府鄉試第四十七名舉人。嘉靖四十一年（1562年）聯捷会试一百五十名，二甲第五十一名進士。授工部营缮司主事，分管临清瓦厂。升山東濟南府知府，轉直隸揚州府知府。萬曆二年（1574年）正月升山西副使，四年正月以三鎮貢市事竣加山西右參政兼僉事，晉按察使，六年六月超擢都察院右僉都御史、巡撫大同贊理軍務，晉右副都御史，十年十一月升兵部右侍郎，转左侍郎、協理京營戎政。十一年二月因张居正之黨被劾，逮捕讯问，御史徐鸣鹤力爭，五月被革職冠帶閒住，七月錄北虜黃酋嗣封禮成功，准復職致仕。萬曆四十一年卒，贈兵部尚書。

## 家族
曾祖賈鳳，恩例冠帶；祖父賈榮；父賈相，母傅氏。具庆下。弟應文、應魁、應鴻。
子賈維鑰，萬曆進士。